# Sazlijka
Sazlijka (t. Rakitnica; bułg. Сазлийка, Ракитница) – rzeka w środkowej Bułgarii, lewy dopływ Maricy w zlewisku Morza Egejskiego. Długość – 145 km, powierzchnia zlewni – 3293 km².
Sazlijka wypływa w paśmie górskim Syrnena Sredna Gora w łańcuchu Srednej Gory, na północ od Starej Zagory. Płynie na południowy wschód przez wschodnią część Niziny Górnotrackiej, koło miasta Radnewo skręca na południe, przepływa przez miasto Gyłybowo i wpada do Maricy koło wsi Marica.
Sazlijka ma kilka dopływów dorównujących jej wielkością. Są to Sjujutlijka, Błatnica, Owczarica i Sokołnica. Wraz z nimi odwadnia niemal całą wschodnią część Niziny Górnotrackiej.